# Xã Argentine, Michigan
Xã Argentine (tiếng Anh: Argentine Township) là một xã thuộc quận Genesee, tiểu bang Michigan, Hoa Kỳ. Năm 2010, dân số của xã này là 6.913 người.